# Puchar Ameryki Północnej w bobslejach 2022/2023
Puchar Ameryki Północnej w bobslejach 2022/2023 – kolejna edycja tej imprezy. Cykl rozpoczął się 9 listopada 2022 r. w kanadyjskim Whistler, a zakończył 27 marca 2023 r. w amerykańskim Lake Placid. Rozgrywane były cztery konkurencje: monobob kobiet (po raz pierwszy w historii), dwójka kobiet, dwójka mężczyzn i czwórka mężczyzn. Prowadzona była też klasyfikacja kombinacji, która łączy w sobie monobob i dwójkę (kobiety) lub dwójkę i czwórkę (mężczyźni).

## Kalendarz Pucharu Ameryki Północnej
| Lp. | Data                 | Miejscowość | Konkurencja                   | 1. miejsce                                                                        | 2. miejsce                                                                                       | 3. miejsce                                                                          |
| --- | -------------------- | ----------- | ----------------------------- | --------------------------------------------------------------------------------- | ------------------------------------------------------------------------------------------------ | ----------------------------------------------------------------------------------- |
| 1.  | 9–13 listopada 2022  | Whistler    | Monobob kobiet (09.11.2022)   | Kaillie Humphries                                                                 | Cynthia Appiah                                                                                   | Bianca Ribi                                                                         |
| 1.  | 9–13 listopada 2022  | Whistler    | Monobob kobiet (10.11.2022)   | Cynthia Appiah                                                                    | Bianca Ribi                                                                                      | Melanie Hasler                                                                      |
| 1.  | 9–13 listopada 2022  | Whistler    | Dwójka kobiet (12.11.2022)    | Kanada Bianca Ribi · Niamh Haughey                                                | Kanada Cynthia Appiah · Leah Walkeden                                                            | Stany Zjednoczone Kaillie Humphries · Emily Renna                                   |
| 1.  | 9–13 listopada 2022  | Whistler    | Dwójka kobiet (13.11.2022)    | Kanada Bianca Ribi · Niamh Haughey                                                | Kanada Cynthia Appiah · Leah Walkeden                                                            | Szwajcaria Melanie Hasler · Jasmin Näf                                              |
| 1.  | 9–13 listopada 2022  | Whistler    | Dwójka mężczyzn (09.11.2022)  | Szwajcaria Michael Vogt · Silvio Weber                                            | Wielka Brytania Brad Hall · Taylor Lawrence                                                      | Kanada Taylor Austin · William Ashley                                               |
| 1.  | 9–13 listopada 2022  | Whistler    | Dwójka mężczyzn (10.11.2022)  | Szwajcaria Simon Friedli · Andreas Haas                                           | Stany Zjednoczone Frank Del Duca · Adrian Adams                                                  | Kanada Taylor Austin · Cyrus Gray                                                   |
| 1.  | 9–13 listopada 2022  | Whistler    | Czwórka mężczyzn (12.11.2022) | Wielka Brytania Brad Hall · Arran Gulliver · Rory Willicombe · Taylor Lawrence    | Stany Zjednoczone Frank Del Duca · Manteo Mitchell · Adrian Adams · Hakeem Abdul-Saboor          | Kanada Taylor Austin · David Caixeiro · Cyrus Gray · Davidson de Souza              |
| 1.  | 9–13 listopada 2022  | Whistler    | Czwórka mężczyzn (13.11.2022) | Kanada Taylor Austin · Davidson de Souza · William Ashley · Cyrus Gray            | Stany Zjednoczone Frank Del Duca · Adrian Adams · Hakeem Abdul-Saboor · Manteo Mitchell          | Szwajcaria Michael Vogt · Andreas Haas · Roman Wägeli · Silvio Weber                |
| 2.  | 18–23 listopada 2022 | Park City   | Monobob kobiet (18.11.2022)   | Lauren Brzozowski Viktória Čerňanská                                              | —                                                                                                | Eden Wilson                                                                         |
| 2.  | 18–23 listopada 2022 | Park City   | Monobob kobiet (19.11.2022)   | Viktória Čerňanská                                                                | Eden Wilson                                                                                      | Mackenzie Stewart                                                                   |
| 2.  | 18–23 listopada 2022 | Park City   | Dwójka kobiet (22.11.2022)    | Słowacja Viktória Čerňanská · Lucia Krškova                                       | Stany Zjednoczone Lauren Brzozowski · Sydney Milani                                              | Stany Zjednoczone Sylvia Hoffman · Amoni Ashby                                      |
| 2.  | 18–23 listopada 2022 | Park City   | Dwójka kobiet (23.11.2022)    | Stany Zjednoczone Lauren Brzozowski · Sydney Milani                               | Słowacja Viktória Čerňanská · Lucia Krškova                                                      | Stany Zjednoczone Sylvia Hoffman · Rylie Matthews                                   |
| 2.  | 18–23 listopada 2022 | Park City   | Dwójka mężczyzn (18.11.2022)  | Korea Południowa Kim Jin-su · Jung Hyun-woo                                       | Stany Zjednoczone Geoffrey Gadbois · Quentin Willey                                              | Czechy Adam Dobeš · Dominik Záleský                                                 |
| 2.  | 18–23 listopada 2022 | Park City   | Dwójka mężczyzn (19.11.2022)  | Korea Południowa Kim Jin-su · Lee Kyung-yeon                                      | Stany Zjednoczone Geoffrey Gadbois · Darius Joseph                                               | Kanada Pat Norton · Mathieu Gosselin                                                |
| 2.  | 18–23 listopada 2022 | Park City   | Czwórka mężczyzn (22.11.2022) | Korea Południowa Kim Jin-su · Jung Hyun-woo · Kim Hyeong-geun · Lee Kyung-yeon    | Kanada Pat Norton · Mathieu Gosselin · Sean Fraser · Kenny-Luketa M'Pindou                       | Czechy Adam Dobeš · Ondřej Hrazdil · Dominik Záleský · Michal Dobeš                 |
| 2.  | 18–23 listopada 2022 | Park City   | Czwórka mężczyzn (23.11.2022) | Korea Południowa Kim Jin-su · Lee Kyung-yeon · Kim Hyeong-geun · Jung Hyun-woo    | Kanada Pat Norton · Sean Fraser · Mathieu Gosselin · Pierric Landry-Desranleau                   | Trynidad i Tobago Axel Brown · Adam Hames · Shakeel John · Xaverri Williams         |
| 3.  | 1–4 grudnia 2022     | Lake Placid | Monobob kobiet (01.12.2022)   | Viktória Čerňanská                                                                | Mackenzie Stewart                                                                                | Lauren Brzozowski                                                                   |
| 3.  | 1–4 grudnia 2022     | Lake Placid | Monobob kobiet (02.12.2022)   | Lauren Brzozowski                                                                 | Viktória Čerňanská                                                                               | Eden Wilson                                                                         |
| 3.  | 1–4 grudnia 2022     | Lake Placid | Dwójka kobiet (04.12.2022)    | Odwołano                                                                          | Odwołano                                                                                         | Odwołano                                                                            |
| 3.  | 1–4 grudnia 2022     | Lake Placid | Dwójka kobiet (04.12.2022)    | Odwołano                                                                          | Odwołano                                                                                         | Odwołano                                                                            |
| 3.  | 1–4 grudnia 2022     | Lake Placid | Dwójka mężczyzn (01.12.2022)  | Brazylia Edson Bindilatti · Edson Martins                                         | Korea Południowa Suk Young-jin · Jung Hyun-woo                                                   | Kanada Pat Norton · Pierric Landry-Desranleau                                       |
| 3.  | 1–4 grudnia 2022     | Lake Placid | Dwójka mężczyzn (02.12.2022)  | Korea Południowa Suk Young-jin · Kim Sun-wook                                     | Brazylia Edson Bindilatti · Edson Martins                                                        | Kanada Pat Norton · Kenny-Luketa M'Pindou                                           |
| 3.  | 1–4 grudnia 2022     | Lake Placid | Czwórka mężczyzn (04.12.2022) | Korea Południowa Suk Young-jin · Park Jong-hee · Kim Sun-wook · Lee Kyung-yeon    | Brazylia Edson Bindilatti · Edson Martins · Rafael Souza da Silva · Erick Gilson Vianna Jerônimo | Kanada Pat Norton · Kenny-Luketa M'Pindou · Sean Fraser · Mathieu Gosselin          |
| 3.  | 1–4 grudnia 2022     | Lake Placid | Czwórka mężczyzn (04.12.2022) | Korea Południowa Suk Young-jin · Lee Geon-u · Jung Hyun-woo · Lee Kyung-yeon      | Brazylia Edson Bindilatti · Edson Martins · Rafael Souza da Silva · Erick Gilson Vianna Jerônimo | Kanada Pat Norton · Sean Fraser · Kenny-Luketa M'Pindou · Mathieu Gosselin          |
| 4.  | 23–27 marca 2023     | Lake Placid | Monobob kobiet (23.03.2023)   | Breeana Walker                                                                    | Laura Nolte                                                                                      | Lisa Buckwitz                                                                       |
| 4.  | 23–27 marca 2023     | Lake Placid | Monobob kobiet (24.03.2023)   | Laura Nolte                                                                       | Breeana Walker                                                                                   | Lisa Buckwitz                                                                       |
| 4.  | 23–27 marca 2023     | Lake Placid | Dwójka kobiet (26.03.2023)    | Niemcy Laura Nolte · Lena Neunecker                                               | Stany Zjednoczone Lauren Brzozowski · Sydney Milani                                              | Stany Zjednoczone Sylvia Hoffman · Amoni Ashby                                      |
| 4.  | 23–27 marca 2023     | Lake Placid | Dwójka kobiet (27.03.2023)    | Niemcy Laura Nolte · Lena Neunecker                                               | Niemcy Lisa Buckwitz · Marijana Herrmann                                                         | Stany Zjednoczone Lauren Brzozowski · Sydney Milani                                 |
| 4.  | 23–27 marca 2023     | Lake Placid | Dwójka mężczyzn (23.03.2023)  | Stany Zjednoczone Frank Del Duca · Darius Joseph                                  | Stany Zjednoczone Geoffrey Gadbois · Paul Rabic                                                  | Kanada Pat Norton · Keaton Bruggeling                                               |
| 4.  | 23–27 marca 2023     | Lake Placid | Dwójka mężczyzn (24.03.2023)  | Kanada Pat Norton · Keaton Bruggeling                                             | Stany Zjednoczone Frank Del Duca · Darius Joseph                                                 | Stany Zjednoczone Geoffrey Gadbois · Paul Rabic                                     |
| 4.  | 23–27 marca 2023     | Lake Placid | Czwórka mężczyzn (26.03.2023) | Stany Zjednoczone Frank Del Duca · Levi Shelter · Kristopher Horn · Darius Joseph | Stany Zjednoczone Zachery Snyder · Timothy Monroe · Tyler Madl · Dylan Reda                      | Niemcy Hans-Peter Hannighofer · Eric Engelhardt · Colin Sauerbrei · Nick Stadelmann |
| 4.  | 23–27 marca 2023     | Lake Placid | Czwórka mężczyzn (27.03.2023) | Stany Zjednoczone Frank Del Duca · Kristopher Horn · Levi Shelter · Darius Joseph | Stany Zjednoczone Zachery Snyder · Tyler Madl · Dylan Reda · Timothy Monroe                      | —                                                                                   |

## Klasyfikacje

### Monobob kobiet
| Miejsce | Pilotka            | WHI | WHI | PCI | PCI | LPD | LPD | LPD | LPD | Punkty |
| ------- | ------------------ | --- | --- | --- | --- | --- | --- | --- | --- | ------ |
| 1.      | Lauren Brzozowski  | 5.  | 7.  | 1.  | 4.  | 3.  | 1.  | 5.  | 5.  | 798    |
| 2.      | Mackenzie Stewart  | DSQ | 4.  | 4.  | 3.  | 2.  | 5.  | —   | —   | 496    |
| 3.      | Viktória Čerňanská | —   | —   | 1.  | 1.  | 1.  | 2.  | —   | —   | 470    |
| 4.      | Eden Wilson        | —   | —   | 3.  | 2.  | 4.  | 3.  | —   | —   | 410    |
| 5.      | Riley Compton      | 7.  | 6.  | —   | —   | —   | —   | 4.  | 4.  | 364    |
| 6.      | Sylvia Hoffman     | —   | —   | 5.  | 5.  | —   | —   | 7.  | 7.  | 352    |
| 7.      | Laura Nolte        | —   | —   | —   | —   | —   | —   | 2.  | 1.  | 230    |
| 8.      | Breeana Walker     | —   | —   | —   | —   | —   | —   | 1.  | 2.  | 230    |
| 9.      | Cynthia Appiah     | 2.  | 1.  | —   | —   | —   | —   | —   | —   | 230    |
| 10.     | Bianca Ribi        | 3.  | 2.  | —   | —   | —   | —   | —   | —   | 212    |

### Dwójki kobiet
| Miejsce | Pilotka            | WHI | WHI | PCI | PCI | LPD | LPD | Punkty |
| ------- | ------------------ | --- | --- | --- | --- | --- | --- | ------ |
| 1.      | Lauren Brzozowski  | —   | —   | 2.  | 1.  | 2.  | 3.  | 442    |
| 2.      | Viktória Čerňanská | 6.  | 5.  | 1.  | 2.  | —   | —   | 410    |
| 3.      | Sylvia Hoffman     | —   | —   | 3.  | 3.  | 3.  | 4.  | 402    |
| 4.      | Kaysha Love        | —   | —   | 4.  | 4.  | 5.  | 5.  | 376    |
| 5.      | Laura Nolte        | —   | —   | —   | —   | 1.  | 1.  | 240    |
| 6.      | Bianca Ribi        | 1.  | 1.  | —   | —   | —   | —   | 240    |
| 7.      | Cynthia Appiah     | 2.  | 2.  | —   | —   | —   | —   | 220    |
| 8.      | Lisa Buckwitz      | —   | —   | —   | —   | 4.  | 2.  | 206    |
| 9.      | Melanie Hasler     | 4.  | 3.  | —   | —   | —   | —   | 198    |
| 10.     | Riley Compton      | 5.  | 4.  | —   | —   | DNF | DNS | 188    |

### Kombinacja kobiet
| Miejsce | Pilotka            | Punkty |
| ------- | ------------------ | ------ |
| 1.      | Lauren Brzozowski  | 1240   |
| 2.      | Viktória Čerňanská | 880    |
| 3.      | Sylvia Hoffman     | 754    |
| 4.      | Riley Compton      | 552    |
| 5.      | Kaysha Love        | 548    |
| 6.      | Laura Nolte        | 470    |
| 7.      | Bianca Ribi        | 452    |
| 8.      | Cynthia Appiah     | 450    |
| 9.      | Lisa Buckwitz      | 410    |
| 10.     | Melanie Hasler     | 388    |

### Dwójki mężczyzn
| Miejsce | Pilot                       | WHI | WHI | PCI | PCI | LPD | LPD | LPD | LPD | Punkty |
| ------- | --------------------------- | --- | --- | --- | --- | --- | --- | --- | --- | ------ |
| 1.      | Pat Norton                  | —   | —   | 5.  | 3.  | 3.  | 3.  | 3.  | 1.  | 620    |
| 2.      | Kim Jin-su                  | 7.  | 5.  | 1.  | 1.  | 5.  | 4.  | —   | —   | 604    |
| 3.      | Orion Edwards               | 8.  | 7.  | 6.  | 7.  | 6.  | 5.  | 12. | DNF | 580    |
| 4.      | Frank Del Duca              | 4.  | 2.  | —   | —   | —   | —   | 1.  | 2.  | 436    |
| 5.      | Geoffrey Gadbois            | —   | —   | 2.  | 2.  | —   | —   | 2.  | 3.  | 432    |
| 6.      | Zachery Snyder              | DSQ | —   | 8.  | 8.  | 8.  | 7.  | DSQ | 10. | 396    |
| 7.      | Kristopher Horn             | —   | —   | 7.  | 6.  | —   | —   | 5.  | 6.  | 352    |
| 8.      | Gustavo dos Santos Ferreira | —   | —   | —   | —   | 7.  | 6.  | 16. | 14. | 276    |
| 9.      | Axel Brown                  | 9.  | —   | 4.  | 4.  | —   | —   | —   | —   | 268    |
| 10.     | Suk Young-jin               | DSQ | —   | —   | —   | 2.  | 1.  | —   | —   | 230    |

### Czwórki mężczyzn
| Miejsce | Pilot            | WHI | WHI | PCI | PCI | LPD | LPD | LPD | LPD | Punkty |
| ------- | ---------------- | --- | --- | --- | --- | --- | --- | --- | --- | ------ |
| 1.      | Frank Del Duca   | 2.  | 2.  | —   | —   | —   | —   | 1.  | 1.  | 460    |
| 2.      | Pat Norton       | —   | —   | 2.  | 2.  | 3.  | 3.  | 4.  | DNS | 316    |
| 3.      | Zachery Snyder   | —   | —   | 6.  | DNS | 4.  | 4.  | 2.  | 2.  | 308    |
| 4.      | Kim Jin-su       | —   | —   | 1.  | 1.  | —   | —   | —   | —   | 240    |
| 5.      | Taylor Austin    | 3.  | 1.  | —   | —   | —   | —   | —   | —   | 222    |
| 6.      | Axel Brown       | —   | —   | 4.  | 3.  | —   | —   | —   | —   | 198    |
| 7.      | Adam Dobeš       | —   | —   | 3.  | 5.  | —   | —   | —   | —   | 194    |
| 8.      | Michael Vogt     | 5.  | 3.  | —   | —   | —   | —   | —   | —   | 194    |
| 9.      | Cédric Follador  | 4.  | 4.  | —   | —   | —   | —   | —   | —   | 192    |
| 10.     | Geoffrey Gadbois | —   | —   | 5.  | 4.  | —   | —   | —   | —   | 188    |

### Kombinacja mężczyzn
| Miejsce | Pilot            | Punkty |
| ------- | ---------------- | ------ |
| 1.      | Pat Norton       | 936    |
| 2.      | Frank Del Duca   | 896    |
| 3.      | Kim Jin-su       | 844    |
| 4.      | Zachery Snyder   | 704    |
| 5.      | Geoffrey Gadbois | 620    |
| 6.      | Axel Brown       | 466    |
| 7.      | Taylor Austin    | 426    |
| 8.      | Michael Vogt     | 402    |
| 9.      | Adam Dobeš       | 388    |
| 10.     | Cédric Follador  | 376    |